# Scott Bradfield
Scott Michael Bradfield (* 27. April 1955 in San Francisco, Kalifornien, USA) ist ein US-amerikanischer Schriftsteller und Hochschullehrer.

## Leben
Bradfield promovierte im Fach Amerikanische Literatur an der University of California, Irvine. Er lehrte an der University of California und an der University of Connecticut. Er wurde durch seine Kurzgeschichten, die bisher in vier Sammelbänden erschienen, bekannt, schreibt jedoch auch Kritiken für Zeitschriften und Zeitungen. Für den Film Luminous Motion aus dem Jahre 1998 schrieb er das Drehbuch unter Verwendung seines ersten Romans aus dem Jahre 1989 The History of Luminous Motion.
Bradfields Horrorgeschichte The „Flash“ Kid wurde 1984 im 12. Band der Reihe The Year’s Best Horror Stories veröffentlicht.
Bradfield lebt zurzeit in London und unterrichtet dort an der Kingston University und am City Literary Institute.

## Veröffentlichungen
- 1989: The History of Luminous Motion. Bloomsbury, London, ISBN 0-7475-0343-5. Neuauflage: Calamari Press, New York City 2013, ISBN 978-0-9831633-2-9.
  - deutsch von Manfred Allié und Gabriele Kempf-Allié: Die Geschichte der leuchtenden Bewegung. Ammann, Zürich 1993, ISBN 3-250-10183-4.
  - Als Fischer Taschenbuch, Fischer-Taschenbuch-Verlag, Frankfurt am Main 1995, ISBN 3-596-12303-8.
- 1993: Dreaming Revolution: Transgression in the Development of American Romance. University of Iowa Press, 1993, ISBN 0-87745-395-0.
- 1994: What's Wrong with America. St. Martin's Press, New York City, USA, ISBN 0-312-11349-8.
  - deutsch von Manfred Allié und Gabriele Kempf-Allié: Was läuft schief mit Amerika?, Roman. Ammann, Zürich 1994, ISBN 3-250-10231-8.
  - als Fischer Taschenbuch, Fischer-Taschenbuch-Verlag, Frankfurt am Main 1997, ISBN 3-596-13167-7.
- Animal Planet. Picador, New York City, USA 1995, ISBN 0-312-13428-2.
  - deutsch von Manfred Allié: Planet der Tiere, Roman. Ammann, Zürich 1997, ISBN 3-250-10328-4.
  - als Fischer Taschenbuch, Fischer-Taschenbuch-Verlag, Frankfurt am Main 2000, ISBN 3-596-14025-0.
- Good Girl Wants It Bad. Carroll & Graf, New York City, USA 2004, ISBN 0-7867-1338-0.
  - deutsch von Manfred Allié: Gute Mädchen haben's schwer, Ammann, Zürich 2005, ISBN 3-250-60070-9.
- The People Who Watched Her Pass By. Two Dollar Radio, Columbus, Ohio, USA 2010, ISBN 978-0-9820151-5-5.
  - deutsch von Manfred Allié: Die Leute, die sie vorübergehen sahen, Roman. Residenz-Verlag, St. Pölten/Salzburg/Wien 2013, ISBN 978-3-7017-1603-6.[1]

Sammlungen von Kurzgeschichten
- 1989: The Secret Life of Houses. Unwin Hyman, London, ISBN 0-04-440241-4.
- 1990: Dream of the Wolf. Knopf, New York City, USA, ISBN 0-394-58213-6.
- 1996: Greetings from Earth:New and Collected Stories. Picador, New York City, USA, ISBN 0-312-14088-6.
  - deutsch von Manfred Allié: Unzweifelhaft der Beste, Erzählungen. Ammann, Zürich 2001, ISBN 3-250-10329-2.
- Hot Animal Love: Tales of Modern Romance. Carroll & Graf, New York City, USA 2005, ISBN 0-7867-1576-6.